# Bihr Kogel
Bihr Kogel är ett berg i Österrike.   Det ligger i distriktet Mattersburg och förbundslandet Burgenland, i den östra delen av landet, 50 kilometer söder om huvudstaden Wien. Toppen på Bihr Kogel är 591 meter över havet.
Terrängen runt Bihr Kogel är kuperad åt sydväst, men åt nordost är den platt. Runt Bihr Kogel är det ganska tätbefolkat, med 86 invånare per kvadratkilometer.. Närmaste större samhälle är Wiener Neustadt, 8,3 kilometer nordväst om Bihr Kogel. 
I omgivningarna runt Bihr Kogel växer i huvudsak blandskog.